# Klein-Auheim
Klein-Auheim ist ein Stadtteil von Hanau im hessischen Main-Kinzig-Kreis.

## Geographie

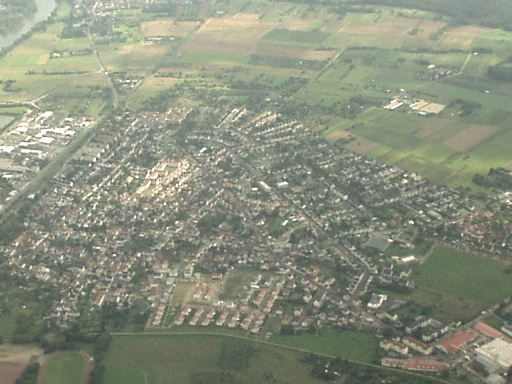
Klein-Auheim von Norden

Der Ort liegt auf einer Höhe von 104 m über NHN, etwa 4 km südlich des Stadtzentrums von Hanau. Es grenzt im Nordwesten an den Stadtteil Steinheim, im Norden und im Osten an den Stadtteil Großauheim, im Südosten an die Gemeinde Hainburg, im Süden an die Stadt Obertshausen (beide Landkreis Offenbach), sowie im Westen an den Stadtteil Lämmerspiel der Stadt Mühlheim am Main (Landkreis Offenbach).

## Geschichte

### Mittelalter
Auheim lag im fränkischen Maingau. Die älteste erhaltene Erwähnung des Ortes könnte ein für 806 genanntes Euuicheim oder Ewichheim sein. Die Nennung findet sich in der Kopie einer Schenkungsurkunde von Irminrat und ist im Codex Eberhardi kopiert. Der Name könnte sich vom Personennamen Ewic ableiten. Die Endung -heim ist typisch für eine Ortsgründung in fränkischer Zeit. Da die Originalurkunde aber nicht vorliegt, nur die Abschrift in einem Kopiar, scheint es möglich, dass hier ein Übertragungsfehler vorlag und der Kopist eine ursprünglich Schreibung Ennicheim als Euuicheim gelesen und übertragen hat. Bei Ennicheim bezöge sich der Eintrag auf Enkheim.
In erhaltenen Urkunden späterer Zeit wurde Klein-Auheim unter den folgenden Namen erwähnt (in Klammern das Jahr der Erwähnung): Oweheim (1062), Auheim (1255), Auheim bi Steinheim (1343), Clein Awheim (1532), Auvhaim bey Stainhaim (1577) und Clein Awheim (1594). 1270 wurden Klein- und Großauheim erstmals getrennt erwähnt.
1255 wird in Auheim eine Kirche genannt. Deren Patrozinium lag bei den Aposteln Peter und Paul, das Kirchenpatronat beim Mainzer Domkapitel.
Klein-Auheim lag im Amt Steinheim, das zunächst den Herren von Eppstein gehörte und ab 1371 als Pfand je zur Hälfte den Grafen von Katzenelnbogen und den Herren von Hanau. 1393 gelangte das Pfand insgesamt an die Herren von Cronberg. 1425 verkaufte Gottfried von Eppstein das Amt Steinheim an das Kurfürstentum Mainz.

### Frühe Neuzeit
In den Jahren von 1631 bis 1634, während des Dreißigjährigen Kriegs, beschlagnahmte König Gustav II. Adolf das Amt Steinheim – und damit auch Klein-Auheim – als Kriegsbeute und stattete die nachgeborenen Hanauer Grafen Heinrich Ludwig von Hanau-Münzenberg (1609–1632) und Jakob Johann von Hanau-Münzenberg (1612–1636), die mit ihm verbündet waren, damit aus. Da beide Grafen schon bald starben und der Westfälische Friede auf das Normaljahr 1624 abstellte, kam Klein-Auheim wieder an Kurmainz, wo es bis 1803 verblieb, als es im Zuge der Säkularisation an die Landgrafschaft Hessen-Darmstadt, die 1806 zum Großherzogtum Hessen wurde, fiel.

### Verwaltungsmäßige Zugehörigkeit
Bis 1821 nahm das Amt Steinheim Verwaltung und Rechtsprechung in Klein-Auheim wahr. Mit der Verwaltungsreform im Großherzogtum Hessen in diesem Jahr wurden auch hier auf unterer Ebene Rechtsprechung und Verwaltung getrennt.
 Für die Verwaltung wurden Landratsbezirke geschaffen, die erstinstanzliche Rechtsprechung Landgerichten übertragen. Der Landratsbezirk Seligenstadt erhielt die Zuständigkeit für die Verwaltung unter anderem für das gleichzeitig aufgelöste Amt Steinheim. Durch verschiedene Verwaltungsreformen gehörte Klein-Auheim dann ab
- 1832 zum Kreis Offenbach,
- 1848 zum Regierungsbezirk Darmstadt und
- 1852 wieder zum Kreis Offenbach. Dieser wurde 1939 in „Landkreis Offenbach“ umbenannt.[8]

Zum 1. Juli 1974 wurde Klein-Auheim – wie auch das benachbarte Steinheim – im Rahmen der Gebietsreform in Hessen kraft Landesgesetz in die Stadt Hanau eingegliedert. 2006 feiert der Ort, wie auch sein Nachbarort Großauheim, die 1200-Jahr-Feier, bezogen auf die älteste erhaltene Erwähnung.

### Gerichtliche Zuständigkeit
Bei der Reform 1821 übernahm das Landgericht Steinheim die erstinstanzliche Rechtsprechung in Klein-Auheim, die zuvor das Amt Steinheim wahrgenommenen hatte. Der Sitz des Gerichts wurde zum 1. Juli 1835 nach Seligenstadt verlegt und die Bezeichnung in „Landgericht Seligenstadt“ geändert. Mit dem Gerichtsverfassungsgesetz von 1877 wurden Organisation und Bezeichnungen der Gerichte reichsweit vereinheitlicht. Zum 1. Oktober 1879 hob das Großherzogtum Hessen deshalb die Landgerichte auf. Funktional ersetzt wurden sie durch Amtsgerichte. So ersetzte das Amtsgericht Seligenstadt das Landgericht Seligenstadt. In Folge der hessischen Gebietsreform 1874 wurde auch die gerichtliche Zuständigkeit für Klein-Auheim auf das Amtsgericht Hanau übertragen.

## Bevölkerung

### Einwohnerstruktur 2011
Nach den Erhebungen des Zensus 2011 lebten am Stichtag dem 9. Mai 2011 in Klein-Auheim 7350 Einwohner. Darunter waren 744 (10,1 %) Ausländer. Nach dem Lebensalter waren 1272 Einwohner unter 18 Jahren, 3207 zwischen 18 und 49, 1479 zwischen 50 und 64 und 1395 Einwohner waren älter. Die Einwohner lebten in 3282 Haushalten. Davon waren 1026 Singlehaushalte, 963 Paare ohne Kinder und 954 Paare mit Kindern, sowie 276 Alleinerziehende und 66 Wohngemeinschaften. In 675 Haushalten lebten ausschließlich Senioren und in 2289 Haushaltungen lebten keine Senioren.

### Einwohnerentwicklung
- 1576: 0035 Familien[5]
- 1961: 1174 evangelische (= 20,01 %), 4567 katholische (= 77,84 %) Einwohner[5]

| Klein-Auheim: Einwohnerzahlen von 1829 bis 2021 | Klein-Auheim: Einwohnerzahlen von 1829 bis 2021 | Klein-Auheim: Einwohnerzahlen von 1829 bis 2021 | Klein-Auheim: Einwohnerzahlen von 1829 bis 2021 | Klein-Auheim: Einwohnerzahlen von 1829 bis 2021 |
| --- | ----------------------------------------------- | ----------------------------------------------- | ----------------------------------------------- | ----------------------------------------------- |
| Jahr |                                                 |                                                 |                                                 | Einwohner                                       |
| 1829 | 1829                                            |                                                 | 662                                             | 662                                             |
| 1834 | 1834                                            |                                                 | 733                                             | 733                                             |
| 1840 | 1840                                            |                                                 | 850                                             | 850                                             |
| 1846 | 1846                                            |                                                 | 957                                             | 957                                             |
| 1852 | 1852                                            |                                                 | 1.003                                           | 1.003                                           |
| 1858 | 1858                                            |                                                 | 989                                             | 989                                             |
| 1864 | 1864                                            |                                                 | 1.077                                           | 1.077                                           |
| 1871 | 1871                                            |                                                 | 1.254                                           | 1.254                                           |
| 1875 | 1875                                            |                                                 | 1.403                                           | 1.403                                           |
| 1885 | 1885                                            |                                                 | 1.582                                           | 1.582                                           |
| 1895 | 1895                                            |                                                 | 1.948                                           | 1.948                                           |
| 1905 | 1905                                            |                                                 | 2.598                                           | 2.598                                           |
| 1910 | 1910                                            |                                                 | 3.015                                           | 3.015                                           |
| 1925 | 1925                                            |                                                 | 3.334                                           | 3.334                                           |
| 1939 | 1939                                            |                                                 | 3.883                                           | 3.883                                           |
| 1946 | 1946                                            |                                                 | 4.719                                           | 4.719                                           |
| 1950 | 1950                                            |                                                 | 5.037                                           | 5.037                                           |
| 1956 | 1956                                            |                                                 | 5.434                                           | 5.434                                           |
| 1961 | 1961                                            |                                                 | 5.867                                           | 5.867                                           |
| 1967 | 1967                                            |                                                 | 6.397                                           | 6.397                                           |
| 1970 | 1970                                            |                                                 | 6.978                                           | 6.978                                           |
| 1980 | 1980                                            |                                                 | ?                                               | ?                                               |
| 1990 | 1990                                            |                                                 | ?                                               | ?                                               |
| 2000 | 2000                                            |                                                 | ?                                               | ?                                               |
| 2011 | 2011                                            |                                                 | 7.350                                           | 7.350                                           |
| 2021 | 2021                                            |                                                 | 7.857                                           | 7.857                                           |
| Datenquelle: Historisches Gemeindeverzeichnis für Hessen: Die Bevölkerung der Gemeinden 1834 bis 1967. Wiesbaden: Hessisches Statistisches Landesamt, 1968. Weitere Quellen: LAGIS; Stadt Hanau; Zensus 2011 |                                                 |                                                 |                                                 |                                                 |

## Religion
Klein-Auheim war traditionell römisch-katholisch, da es in der Zeit der Reformation zum Kurfürstentum Mainz gehörte. Die römisch-katholische Kirche des Ortes ist St. Peter und Paul. Die evangelische Erlöserkirche wurde erst am 27. April 1958 eingeweiht.

## Wappen und Flagge

### Wappen
Blasonierung: „Auf rotem Schild das Mainzer Rad mit aufgelegtem Eppsteiner Schild, den roten Sparren auf silbernen Grund.“
Das Wappen wurde der Gemeinde Klein-Auheim im Landkreis Offenbach am 6. September 1956 durch das Hessische Innenministerium genehmigt, gestaltet wurde es durch den Heraldiker Georg Massoth.
Es kombiniert die Wappen des Kurfürstentum Mainz (Mainzer Rad) mit dem der Herrschaft Eppstein, zu denen der Ort früher gehörte.

### Flagge
Die Flagge der Gemeinde Klein-Auheim wurde am durch das Innenministerium am 28. Januar 1957 genehmigt und wird, wie folgt beschrieben wird:
„Auf weißer Mittelbahn des rot-weiß-roten Flaggentuches das Gemeindewappen.“

## Sehenswürdigkeiten

### Naturdenkmal
Eine Stieleiche mit einem Brusthöhenumfang von 7,10 m (2014) ist das einzige Naturdenkmal Klein-Auheims. Der Baum steht im Naturschutzgebiet Untere Fasanerie von Klein-Auheim und ist von öffentlichen Wegen aus nicht sichtbar.

### Fasanerie

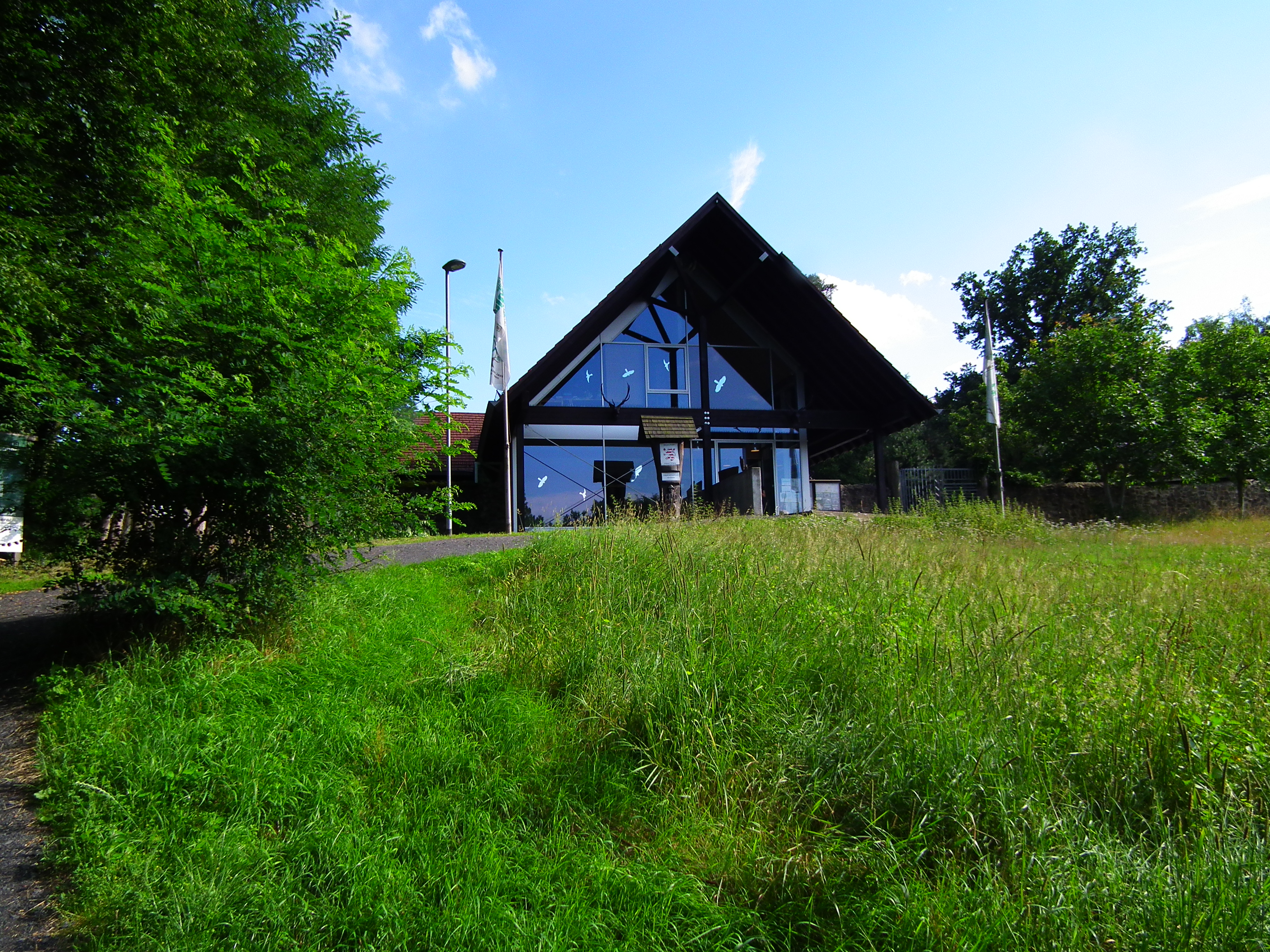
Haupteingang von Wildpark und Forstmuseum Klein-Auheim

Bei Klein-Auheim befindet sich der Wildpark Alte Fasanerie, ein beliebtes Ausflugsziel für Familien und weit über die Grenzen Hanaus bekannt.

## Wirtschaft und Infrastruktur
Klein-Auheim war bis 1968 Sitz des bekannten Zweiradherstellers Bauer. Zudem befand sich in Klein-Auheim die Peter-BRT Gummiwerke AG (Vorstandsvorsitzender war Helmut Dietz).

### Bildung
In Klein-Auheim befindet sich eine Grundschule, die Friedrich-Ebert-Schule. Weiterführende Schulen sind im benachbarten Steinheim am Main, in Großauheim, Großkrotzenburg sowie in der Kernstadt Hanau vorhanden.

### Verkehr
Die autobahnähnlich ausgebaute Bundesstraße 43a führt an Klein-Auheim vorbei und bindet den Ort an das überregionale Autobahnnetz an.
Klein-Auheim besitzt mit dem Bahnhof Hanau-Klein Auheim einen Anschluss an die Odenwaldbahn. Die Hanauer Straßenbahn AG bedient Klein-Auheim mit Bussen der Linien 4 und 6. Zudem führt die Regionalbuslinie OF 87 durch Klein-Auheim und bietet eine direkte Verbindung zum Hanauer Hauptbahnhof sowie dem benachbarten Ort Hainburg und führt weiter bis zum Bahnhof Seligenstadt.

## Persönlichkeiten
Söhne und Töchter des Stadtteils
- Willi Rehbein (1911–1995), Altbürgermeister (1960–1974)
- Waldemar Klein (1920–2010), Ehrenpräsident der Offenbacher Kickers
- Gustav Neudecker (1921–2009), Hornist und Musikpädagoge
- Emil Horn (1927–1982), Politiker, Mitglied des Hessischen Landtags